# Subclonagem

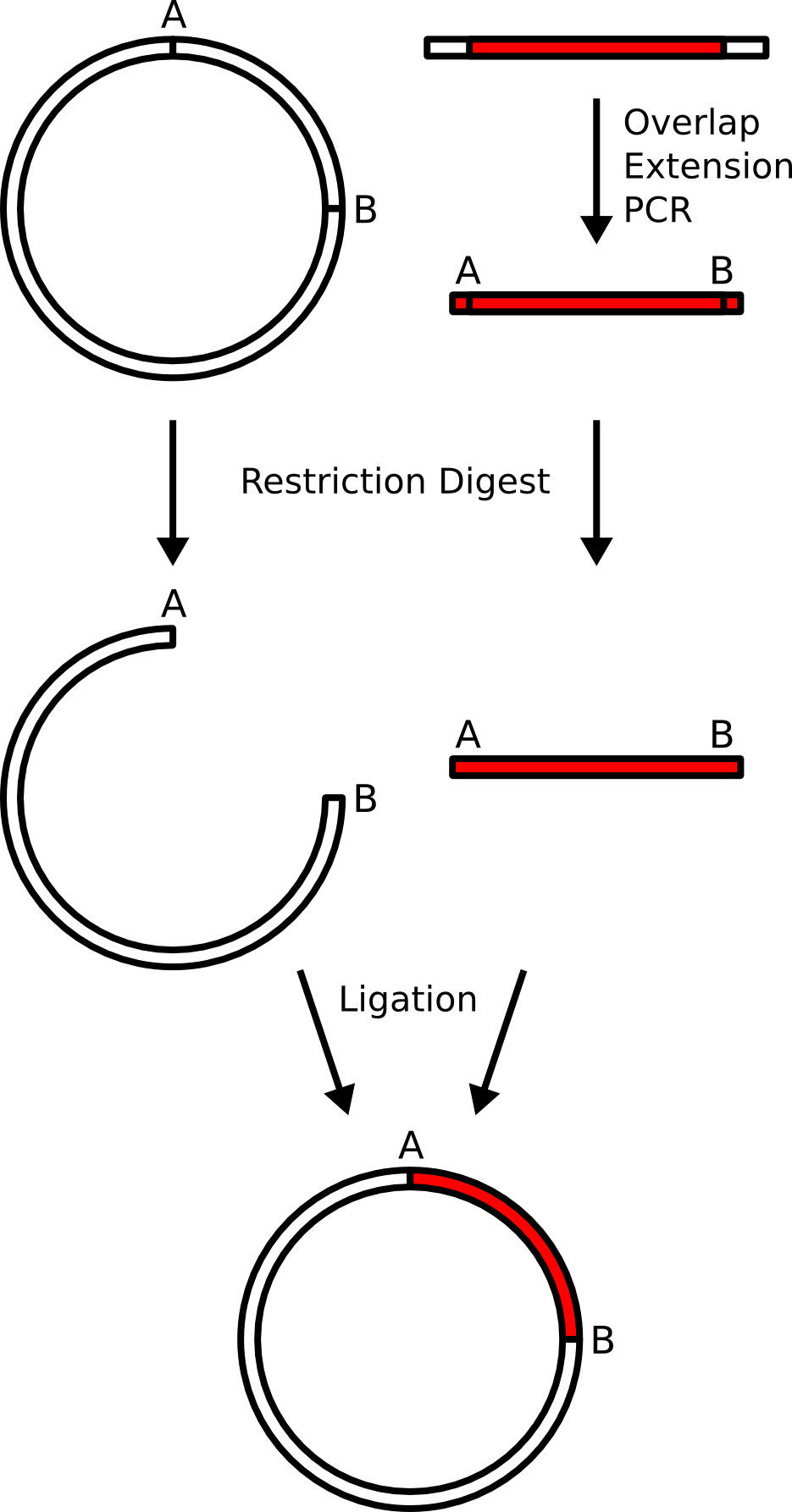
Diagrama representando o vetor de destino e a inserção onde A e B são os sítios de restrição

Subclonagem é uma técnica de biologia molecular utilizada para transferir uma sequência de DNA de um vetor (parental) para outro (vetor de destino).

## Procedimento
Durante o primeiro passo de uma subclonagem, enzimas de restrição são utilizadas para liberar a sequência de DNA (denominada inserção) correspondente ao gene de interesse do vetor parental. A inserção é então purificada, evitando assim a contaminação com outras moléculas de DNA (como, por exemplo, vetores cortados completa ou parcialmente, DNA de microrganismos). A purificação da inserção é normalmente realizada por eletroforese em gel. Após isso a inserção é amplificada por PCR.
Paralelamente, as mesmas enzimas de restrição são usadas para clivar o vetor de destino. O objetivo desse processo é criar extremidades complementares na dupla fita de DNA entre a inserção e o vetor, o que facilitará a reação de ligação posteriormente. Também é utilizada uma fosfatase, que impede a recircularização do vetor de destino pela remoção dos grupos fosfato da extremidade 5'. O vetor de destino é então isolado e purificado.
Para o passo seguinte, inserção e vetor de destino são misturados em uma reação de ligação na presença da enzima DNA ligase, normalmente na proporção de 3:1 entre inserção e vetor, respectivamente. Ao aumentar-se a concentração de inserção, reações de recircularização do vetor de destino são diminuídas.